# Klez
Klez (сетевой червь) — почтовый червь, проникающий в компьютер по сети или через электронную почту, используя брешь в защите <iframe> браузера Internet Explorer, которая допускала автоматический запуск вложенного файла (компания Microsoft исправила эту ошибку в программе Internet Explorer версий 5.01 и 5.5).
Впервые вирус был обнаружен 26 октября 2001 года. Для вируса характерна встроенная функция поиска и подавления антивирусного программного обеспечения. Принцип действия червя Klez таков: попадая в компьютер, он начинает сканирование жёстких дисков, затем дописывает свой код к одному из документов на заражённой машине и начинает массовую рассылку по всем найденным адресам. Вдобавок ко всему, к вложению присоединялся список всех обнаруженных на заражённом компьютере адресов электронной почты. Кроме рассылки своих копий, червь обнаруживал себя по 13-м числам чётных месяцев или шестым нечётных, в зависимости от модификации: в такой день все файлы на заражённых компьютерах заполнялись случайным содержимым.
Интернет-червь «Klez» является несомненным лидером по количеству вызванных инцидентов в 2002 году. С момента обнаружения он не выходил из списка наиболее распространённых угроз. В истории компьютерной вирусологии ещё ни разу не случалось, чтобы вредоносная программа смогла так долго продержаться на высших позициях «десятки». Однако в течение года свирепствовали лишь две из десяти существующих разновидностей этого червя — «Klez.H» (обнаружен 17.04.2002) и «Klez.E» (обнаружен 11.01.2002). В общей сложности каждые 6 из 10 зарегистрированных случаев заражения были вызваны «Klez».